# 錫蘭觀察家報
《錫蘭觀察家報》（英語：The Ceylon Observer）為一份已停辦的斯里蘭卡英文日報，由「錫蘭聯合報章有限公司」出版。其前身《觀察家與商業廣告報》（ The Observer and Commercial Advertiser）於1834年在科倫坡創刊，1982年停刊。

## 历史
《觀察家與商業廣告報》于1834年2月4日由居於科伦坡的英国商人創立。首任編輯達利 (E. J. Darley) 兼任報章負責人，他随后任命乔治·温特为编辑。報章每逢星期一和星期四出版，后来改為每日下午出版。報章創刊首年就因為發表公開信批評警察局局長而被控告誹謗罪，幸被判無罪。
1835年，巴杜勒外科医生克里斯托弗·艾略特 (Christopher Elliott) 成为该报编辑，后来成为该报纸的負責人。艾略特將報章改名為《科倫坡觀察家報》。《科倫坡觀察家報》因多番批评威尔莫特 - 霍顿 (Wilmot-Horton) 總督，最終導致公務員在1837年創立親政府報章《锡兰纪事报》(The Ceylon Chronicle) 。《科倫坡觀察家報》支持斯图尔特 - 麦肯齐 (Stewart-Mackenzie) 總督，但反对坎贝尔 (Campbell) 和林顿 (Torrington) 政府。1840年，姊妹報章《陸上觀察家報》創刊，原先為月刊，后来改為半月刊，再改為周刊。
1846年，弗格森 (Alastair Mackenzie Ferguson) 加入了《科伦坡观察報》。1859年，隨著艾略特加入政府民政部門擔任特等官員，弗格森接手並收購報章。1861年，弗格森的侄子约翰·弗格森加入本報。 1867年，该报改名为《锡兰觀察家報》。约翰·弗格森于1870年成为联合编辑，1875年成为合作伙伴。隨著弗格森於1892年去世，约翰·弗格森成为该报主編。其兒子罗纳德·哈顿·弗格森子承父業，成為主編。
1920年，本報被锡兰欧洲协会旗下的一家公司收購。1923年，域佐穫典拿 (D. R. Wijewardena) 收購本報，并将其添加到他的媒体帝国（后来称为錫蘭聯合報章有限公司，亦稱湖邊小屋）。1928年2月4日，《星期日观察家报》創刊。
在二十世纪初，《锡兰观察家報》及其姊妹报纸《锡兰日报》积极推動锡兰的宪法改革。1948年锡兰从英国独立后，湖邊小屋及其竞争对手锡兰時代有限公司主导了國內报业。湖邊小屋被視為統一國民黨的陣營。1973年7月，由斯里兰卡自由党领导的联合政府将湖邊小屋國有化。湖邊小屋至今仍然是國內最大型的報章公司，旗下的出版刊物均被指「盲目支持政府」，不管哪个政党掌权。《錫蘭觀察家報》於1982年2月停辦，姊妹報《星期日觀察家報》則尚在營運，有時亦被稱爲錫蘭觀察家報。